# Църковнославянски език
Старобългарският език, наричан още църковнославянски език, е основният богослужебен език на част от православните църкви, главно в Източна и Югоизточна Европа. Самото наименование църковнославянски показва функциите на този език – той се използва като книжовен предимно за религиозни цели.

## Руски църковнославянски
Най-широко разпространен и нормативно установен е руският църковнославянски, началото на чието съществуване може да се търси в Киевска Рус през XI век, когато възниква и руската редакция на старобългарския език. Първоначално руският църковнославянски е стил в руската редакция на старобългарския, но постепенно се обособява като отделен книжовен език, поради неподатливостта си към промени.

### История
Историята на книжовните езици на източноправославните славяни представлява продължителен процес на срещане на църковнославянския език с местните културни диалекти и преплитането им в местните писмености. Най-характерно за руските области е, че при първоначалната среща на старобългарския със староруските диалекти през XI век, се ражда руската редакция на старобългарския език, която става основа както за книжовния староруски език (с предимно южноруски черти), така и за църковнославянския език.
В периода на късното Средновековие руският църковнославянски език, тогава наричан все още славянски език, се налага като книжовен език в Русия и остава като такъв до края на XVIII век, когато е изместен окончателно от съвременния руски език. Успоредно с него се използват староруски език и руската редакция на старобългарския, които претърпяват големи промени, за разлика от църковнославянския, и се развиват естествено до съвременния руски език.
След реформите на патриарх Никон от 1654 г. църковнославянският език в Русия започва да се „европеизира“. Той постепенно се разпространява като книжовен език сред редица, предимно източноправославни славянски народи (сърби, българи и др.), но и в някои неславянски страни (Румъния, Литва). Във всяка от тези страни, в зависимост от особеностите на местния език, възниква съответната редакция на църковнославянския – българска, сръбска и т.н. През XVIII – XIX век се правят опити църковнославянският език да бъде наложен като книжовен език в Сърбия, България и др.
През втората половина на XVIII век, в периода на Просвещението, в Русия започва да се наблюдава стремеж към налагане на руския език като книжовен. В края на XVIII и началото на XIX век влиянието на църковнославянския език рязко намалява и в другите страни, където е използван като книжовен. Функцията му на общославянски книжовен език отпада. По този начин се създават условия за отмирането на църковнославянския език. Въпреки всичко, той остава в употреба за църковни цели и до днес, например при тържествени източноправославни литургии и други случаи.

### Особености
Руският църковнославянски почти изцяло наследява морфологичните черти на старобългарския език и в това отношение може да се смята за южнославянски език. Въпреки това, ако се направи дори и бегло сравнение например на текстове от Новия завет на старобългарски и църковнославянски, ще се забележи, че има и редица разлики. Ето някои от тях:
Във фонетиката
Най-характерната разлика между старобългарския и църковнославянския език е обусловена от двувековната дистанция между тях: в църковнославянски не действа законът за възходящата звучност на сричката. Слабите ерови гласни (ерове) отпадат (дъва > два, чьто > что и т.н.), а силните се озвучават според източнославянските фонетични закони (първо е старобългарският вариант, а след това е църковнославянският):
- ъ > о: сътвори > сотвори;
- ь > е: вьшьдъ > вшедъ.

Въпреки тази промяна, еровете в края на думите продължават да се пишат на етимологичните им места: сынъ, великъ, въ
Друга отличителна черта на църковнославянски е източнославянският рефлекс на носовите гласни (така наречените носовки или юсове):
- голямата носовка (ѫ) се заменя с у или ю: будетъ, кающий;
- малката носовка (ѧ) се заменя с я или а: (след ж, ч, ш, щ): распяша.

Източнославянска по характера си е и промяната на рь (от сричкотворно р) в ер:
- прьси > перси (гърди);
- прьвъ > первый.

Изгубването на ы след г и к също е типична източнославянска черта:
- дроугъи > дроугiй;
- отъ Лоукъи > отъ Луки.

Промяната на ятовата гласна е извършена също според източнославяснките фонетични закони. Макар че ят почти винаги се пише на етимологичното си място, има и известен брой отклонения, които отразяват реалния изговор:
- прежде (в представката пре-);
- прейдемъ (и в окончанието -емь).

Има още редица разлики във фонетиката на старобългарски и църковнославянски, но силата на традицията е запазила и редица южнославянски фонетични черти:
- запазване на жд < *dj: прежде;
- запазване на щ от *tj или *kti: хощете (вм. хочете);
- запазване на съчетанията ра, ла (вместо оро, оло): гласъ (вм. голосъ).

В морфологията
В морфологичната система на църковнославянски има сравнително по-малко разлики от старобългарския:
- замяна на енклитичната форма за 3 лице единствено число мъжки род винителен падеж на личното местоимение и с его: Тоу и пропяшя > Ту распяша его;
- използване на източнославянско окончание за прилагателните от мъжки род единствено число в творителен падеж: гласъмь вельемь > гласомъ велiимъ;
- в повелително наклонение също се използва източнославянска форма: 'блюдите (в старобългарски вместо и има ятова гласна);
- условно наклонение в църковнославянски се образува с быхъ, вместо с бимь: възвеселилъ ся бимь > возвеселилъ ся быхъ;
- атематичният аорист се заменя с нови форми: обрѣтъ > обрѣтохъ.

Възможно е да се открият и други разлики в морфологията на старобългарски и църковнославянски.
В синтаксиса
Сред най-съществените разлики е заместването на супина при глаголите за движение с инфинитив: ведѣхѫ оубитъ > ведяху убити.
Дателният самостоен, напр. и слъньцю мръкъшю, се замества с конструкции от типа и померче солнце, но невинаги – понякога се запазва, напр.: въ тъ дьнь вечероу бъивъшю > въ той день вечеру бывшу
Забелязват се и редица различия в словореда:
- възвратната частица ся в църковнославянски под източнославянско влияние винаги е непосредствено след глагола (като дори се пише слято): рѫгаахѫ же ся > ругахуся же;
- различия от типа: чьто хощете ми дати > что ми хощете дати и др.

Родителният падеж при отрицание не се спазва последователно: не помететъ храминъи > не помететъ храмину
Може да се открият и други разлики между старобългарски и църковнославянски.
В лексиката
В областта на лексиката е естествено да се открият разлики, понеже църковнославянският език векове наред съществува в източнославянска среда. Ето няколко лексикални разлики:
- кънигъи – писмены
- година – часъ
- ладии – корабль и др.